# Mount Swinford
Mount Swinford ist ein 1550 m hoher Berg im ostantarktischen Viktorialand. Er ragt 4,5 km westnordwestlich des Mount Harker in der Saint Johns Range auf.
Das Advisory Committee on Antarctic Names benannte den Berg 1976 nach Lieutenant Commander Harold D. Swinford von der United States Navy, der in den antarktischen Wintern 1963 und 1968 am Betrieb des Kernreaktors auf der McMurdo-Station beteiligt war.